# Vittorio Lucarelli
Vittorio Lucarelli   (Roma, 31 d'octubre de 1928 - Tívoli, 16 de febrer de 2008) fou un tirador d'esgrima italià, especialista en floret, que va competir durant la dècada de 1950.
El 1956 va prendre part en els Jocs Olímpics d'Estiu de Melbourne, on va guanyar la medalla d'or en la prova del floret per equips del programa d'esgrima.
En el seu palmarès també destaquen dues medalles al Campionat del món d'esgrima, d'or el 1955 i de bronze el 1957. El 1955, a Barcelona, guanyà tres medalles als Jocs del Mediterrani.